# Handelsgeographie
Die Handelsgeographie, auch als Geographische Handelsforschung bezeichnet, ist eine Forschungsrichtung der Wirtschaftsgeographie, die sich mit räumlichen Mustern des Handels und den geographischen Beziehungen unter Handeltreibenden beschäftigt.
Relevant für die Handelsgeographie sind Infrastruktur, Produktionsstätten, Vertriebswege (Distanzen, Transportkosten, Transportdauer, Zwischenlager, Transportmittel) und Wirtschaftskraft. In jüngerer Vergangenheit setzt sich die Disziplin auch zunehmend mit dem Konsumverhalten und dem institutionellen Rahmen von Handel auseinander.
Seit Jahrtausenden sind Handelswege (z. B. Seewege) für den Handel von größter Bedeutung.
Zollgrenzen sind hierfür ebenfalls von Wichtigkeit, da sich die Kosten mit jeder Einfuhr von Waren über eine Zollgrenze erhöhen. Daher haben sich Vereinbarungen über Handelsbeziehungen durchgesetzt.